# Donulus Palea
Donulus Palea OFM (? – 8. dubna 1681 Jindřichův Hradec), zkráceně Donul Palea, počeštěně a snad skutečným jménem Donul Pleva byl český františkán, kazatel a teolog. Získal akademickou hodnost doktora biblistiky a přednášel na řádových františkánských studiích, například po roce 1661 jako lektor morální teologie v Jindřichově Hradci Teologii ale přednášel také na pražské univerzitě, na Arcibiskupském semináři. V letech 1662–1663 byl kvardiánem klášter ve Voticích. Jako praeses dalších dvou spolubratří se podílel okolo roku 1659 za pomoci významného dobrodince františkánů Františka Adama Eusebia Žďárského, syna zakladatele poutního místa Florána, na prvotním vzniku a výstavbě františkánského konventu v Hájku, kde prozatímně pobývali v před několika desetiletími vybudované poustěvně. Zemřel 8. dubna 1681 v Jindřichově Hradci.